# Francisco Hidalgo Gómez
Francisco Hidalgo Gómez (Posadas, Còrdova, 24 d'agost de 1950) és un polític i activista cultural andalús establert a Cornellà de Llobregat.
L'agost de 1974 es va traslladar a Cornellà de Llobregat, on ha exercit com a professor d'Educació General Bàsica i ha desenvolupat una intensa activitat cultural, social i política andalusista. Entre la seva participació ciutadana, en destaca el seu pas radiofònic per diverses emissores locals, especialment com a director i presentador del programa Hora Flamenca a Ràdio Cornellà durant 12 anys. De 1978 a 1980 fou membre de la coordinadora del Congrés de Cultura Andalusa a Catalunya, ha estat cofundador del Grup Athenea de pintors i ha col·laborat a la publicació Andalucía Libre.
Fou elegit diputat per la circumscripció de Barcelona a les eleccions al Parlament de Catalunya de 1980 pel Partido Socialista Andaluz. Al Parlament de Catalunya ha estat membre, entre d'altres, de la Comissió de Política Cultural i de la Comissió de Política Social.
Cofundador del Círculo Artístico Séneca de Cornellà de Llobregat, participa activament en la celebració dels congressos de Cultura Andalusa a Catalunya i presideix l'Agrupación de Asociaciones Recreativo-Culturales Andaluzas (Aarca) i creà la Coordinadora de Entidades Flamencas y Andaluzas de Cornellá. Actualment és president de la Peña Fosforito i director del Festival de Arte Flamenco de Cornellà de Llobregat, i conseller delegat de la Junta d'Andalusia a Catalunya, així com director de la Fundació Gresol Cultural.

## Obres
- Sebastía Gasch: el flamenco y Barcelona
- Como en pocos lugares. Noticias del flamenco en Barcelona